# Leucania celebensis
Leucania celebensis là một loài bướm đêm trong họ Noctuidae.